# شعب أيتا
الأيتا، أو أغتا، أو دوماغات، هي مجموعة من المصطلحات التي تصف عددًا من الشعوب الأصلية الفلبينية التي تعيش في أجزاء مختلفة من جزيرة لوزون في الفلبين. يعتبر هذا الشعب جزءًا من مجموعات النغريتو العرقية، ويشتركون معهم في خصائص جسدية تتمثل في درجات البشرة الداكنة، والقامة القصيرة، والشعر المجعد الأفريقي، وكثرة وجود الشعر الأفتح طبيعيًا (الشقار) نسبة إلى عامة السكان. يعتقد أنهم من بين أوائل سكان الفلبين الذين سبقوا الهجرات الأسترونيزية. بصرف النظر، لدى سكان الأيتا الحاليين خليط أسترونيزي كبير ويتحدثون لغات أسترونيزية.

## تاريخ
كثيرًا ما يُجمع شعب الأيتا في الفلبين مع غيرهم من النغريتو، مثل مجموعة سيمانغ في شبه جزيرة ملايو، وأحيانًا يجمعون مع سلالة أستراليود، التي تضم جماعات مثل البابويين والسكان الأصليين لأستراليا؛  وجزئيًا، يُجمعون مع جماعات ميلانيزية في جزر سليمان، وفانواتو، وفيجي، وجماعة المهجر الفرنسي في كاليدونيا الجديدة. يعتبر الأستراليود متنوعين جينيًا بسبب انعزالهم لآلاف السنين عن بعضهم البعض، ولكنهم يتشاركون بنسبة عاليًا مع جينات إنسان دينيسوفان.
إن الأيتا، شأنهم شأن مجموعات النغريتو الأخرى، هم أحفاد أقدم الهجرات البشرية الحديثة إلى جزر الفلبين خلال العصر الحجري، قبل حوالي 40 ألف عامًا. عكس الهجرات البحرية الأستروزينية اللاحقة (منذ نحو 5000 سنة مضت)، وصلت مجموعات النغريتو عبر الجسور البرية التي وصلت الجزر مع البر الرئيسي الآسيوي.
رغم ذلك، فإن الأيتا، كغيرهم من مجموعات النغريتو الفلبينية، لديهم خليط أسترونيزي كبير (نحو 25 إلى 50%) وذلك بسبب مناسبتهم للأسترونيزيين. يتحدث الأيتا لغات أسترونيزية ويتبعون ممارسات أسترونيزية إلى حد ما. على النقيض من ذلك، هناك مجموعات عرقية فلبينية أخرى لا تعتبر عرفيًا من النغريتو، ولكنها تمتلك خليطًا وراثيًا منهم (نحو من 10 إلى 20%). يرتبط الأيتا أكثر الشيء بشعب باتاك في بالاوان.
عكس العديد من المجموعات العرقية الفلبينية الأخرى، أظهر الأيتا مقاومة تجاه التغيير. لم يكن لدى الأيتا أي تفاعل مع الإسبان، إذ بقوا في الجبال خلال فترة الحكم الإسباني. حتى أن المحاولات التي بذلها الإسبان فشلت في تسويتهم ضمن مستوطنات أو محميات طيلة فترة الحكم الأسباني.
وفقًا لمراقبين إسبان مثل ميغيل لوبيز دي ليغازبين، امتلكت شعوب النغريتو أدوات وأسلحة حديدية. كانت سرعتهم ودقتهم في استخدام القوس والسهم مضربًا للمثل وكانوا محاربين ذي هيبة. غالبًا ما كان المسافرون غير الحذرين أو العمال الميدانيين أهدافًا سهلة. لكن على الرغم من براعتهم العسكرية، جعلت الأعداد الصغيرة من الأيتا واقتصادهم البدائي وافتقارهم إلى التنظيم فريسة سهلة لمجموعات أفضل تنظيمًا. غالبًا ما استغل شعب زامبال خلافات الأيتا الداخلية لاستعباد أناس منهم. كثيرًا ما كانوا يُستعبدون ويباعون لبورنيو والصين، على النقيض من النظام الإقطاعي العبودي المفروض على غيرهم من الفلبينيين، كان للأيتا فرصٌ قليلة للعتق من الرق.

## نمط الحياة
الأيتا شعب بدوي لا يبنون سوى ملاجئ مؤقتة مصنوعة من العصي التي يغوص طرفها في الأرض وتغطى بأوراق الموز. انتقلت مجموعات الأيتا الأكثر حداثة إلى القرى ومناطق من الجبال الجرداء. يعيشون في بيوت مصنوعة من الخيزران وعشب يدعة بالحلف.
أدت ممارسات التعدين وإزالة الأحراج وقطع الأشجار وممارسات القطع والحرق إلى نقصان أعداد السكان الأصليين في البلاد باطراد إلى حدٍ جعل عددهم لا يتجاوز الآلاف اليوم. لا توفر الحكومة الفلبينية لهم سوى القليل من الحماية أو لا توفرها على الإطلاق، وأصبح الأيتا اليوم بدويين للغاية بسبب الضغوط الاجتماعية والاقتصادية المنكسة على ثقافتهم وطريقة حياتهم التي ظلت دون تغيير منذ آلاف السنين.